# Битва за Хаман
Битва за Хаман — одна из битв в ходе масштабного сражения за Пусанский периметр между силами ООН и Северной Кореи (КНА) в начальной стадии Корейской войны с 31 августа по 19 сентября 1950 года в уезде Хаман Южной Кореи. Битва закончилась победой сил ООН после того как многочисленные войска США и Республики Корея отразили мощную атаку КНА на город Хаман.
24-й пехотный полк армии США, оборонявший Масан в ходе битвы за Масан, растянулся в длинную линию вдоль хребта к западу от города у Хамана. Когда 6-я дивизия КНА атаковала город, американские войска, отражая вражеское наступление, вступили в битву, продолжавшуюся неделю. 24-й пехотный полк показал себя плохо в сражении и ему на помощь были переброшены другие американские части. Ситуация оставалась тупиковой, пока не последовала контратака сил ООН, высадившихся в Инчхоне, что привело к отступлению северокорейской армии от Масана.

## Предыстория

### Начало войны
После начала Корейской войны 25 июня 1950 после вторжения северокорейцев на территорию Южной Кореи ООН проголосовала за отправку войск на помощь Южной Кореи. США, будучи членом ООН, решили послать сухопутные войска на Корейский полуостров с целью отразить северокорейское вторжение и предотвратить коллапс Южной Кореи. Однако после окончания Второй мировой войны пятью годами раньше американские силы на Дальнем Востоке подверглись значительному сокращению. К этому времени ближе всего к месту конфликта находилась 24-я пехотная дивизия, расквартированная в Японии. Дивизия не была в полном составе, большинство её экипировки устарело ввиду сокращения расходов на военные нужды. Несмотря на это, 24-я дивизия получила приказ отправляться в Южную Корею. Тем не менее, командование столкнулось с множеством проблем. Дивизия была плохо экипирована, многие батальоны насчитывали только по две роты пехоты (согласно правилам должно было быть три роты). Штабная рота и вспомогательный взвод также не соответствовали численности, что значительно снижало их эффективность. Большая часть солдат дивизии не обладала боевым опытом и привыкла к удобной жизни в оккупированной Японии. Только треть офицеров боевой группы и только каждый шестой солдат обладали боевым опытом второй мировой войны. Тем не менее, большинство из них добровольно вызвались служить в боевой группе. У каждого солдата было только 120 патронов и рацион С на два дня.
24-я пехотная дивизия стала первой американской частью отправленной в Корею с целью остановить наступление северокорейцев, задержать как можно больше северокорейских частей на несколько недель, чтобы выиграть время для прибытия подкреплений — 1-й кавалерийской дивизии, 7-й и 25-й пехотных дивизий. Передовые части 24-й пехотной дивизии понесли тяжёлое поражение 5 июля в битве при Осане — первом боестолкновении между американскими и северокорейскими силами. В течение последующего месяца после разгрома боевой группы Смит превосходящие по численности и экипировке северокорейцы периодически били 24-ю пехотную дивизию и отбрасывали её на юг в боях при Чочхивоне, Чхонане и Пхёнтхэке. 24-я пехотная дивизия встала насмерть в битве при Тэджоне и была почти полностью уничтожена, но, тем не менее, задержала северокорейское наступление до 20 июля. К этому времени численность боевых сил Восьмой армии приблизительно сравнялась с атакующими район северокорейскими силами, в то время как ежедневно прибывали свежие части ООН.

### Наступление северокорейцев
После захвата Тэджона северокорейские войска начали окружение Пусанского периметра со всех сторон в попытке его охвата. 4-я и 6-я северокорейские пехотные дивизии наступали на юг широким фланговым манёвром. Они пытались просочиться через левый фланг сил ООН, но в ходе движения весьма сильно растянулись. Северокорейские дивизии наступали на позиции сил ООН при поддержке бронетехники и, обладая численным преимуществом, периодически отбрасывая назад американские и северокорейские части.
Американским войскам удалось окончательно остановить северокорейское наступление в серии боёв в южной части страны. 27 июля 3-й батальон 29-й пехотного полка недавно прибывший на Корейский театр угодил в засаду северокорейцев у деревни Хадон и был разгромлен, в результате для северокорейцев открылся проход внутрь Пусанcкого периметра. Вскоре после этого северокорейские силы взяли Чинджу на западе, отбросив при этом 19-й американский пехотный полк и открыв для себя путь для дальнейшего наступления на Пусан. Американским частям впоследствии удалось нанести северокорейцам поражение на фланге и отбросить их назад в ходе битвы за Ночь 2 августа. Страдая от растущих потерь силы северокорейской армии, отступили на запад, где в течение нескольких дней переформировывались и получали подкрепления. Обе стороны использовали передышку, чтобы приготовиться к новым боям за Пусанский периметр.

### Наступление на Масан
Командующий восьмой армией генерал-лейтенант Уолтон Уокер приказал командиру 25-й пехотной дивизии генерал-майору Уильяма Б. Кину занять оборонительные позиции на южном фланге Пусанского периметра к западу от г. Масан. 15 августа 25-я пехотная дивизия выдвинулась на эти позиции. Пересечённая местность к западу от Масана ограничивала выбор позиции. Горный массив к западу от Масана был первой обороноспособной позицией к востоку от прохода Чинджу. Горные хребты Собук-сан высотой в 610 м господствовали над местностью и обеспечивали защиту дороги от Комам-ни к Хаману и Чиндонг-ни, эта дорога была единственной связью севера с югом к западу от Масана.
На севере от шоссе Масан — Чинджу к реке Нам были несколько легко защитимых позиций. Самой лучшей была высота близ Чунгам-ни контролировавшая важный перекрёсток дороги на Масан и дороги вдоль реки Нам к Ыйрёну. Было необходимым обеспечить соединение правого фланга 25-й пехотной дивизии с левым флангом 24-й пехотной дивизии возле слияния рек Нам и Нактонган. По этой причине 25-я пехотная дивизия выдвинулась к перекрёстку дороги на Комам-ни, где дорога Чиндонг-ни — Хаман пересекает шоссе Масан — Чинджу.

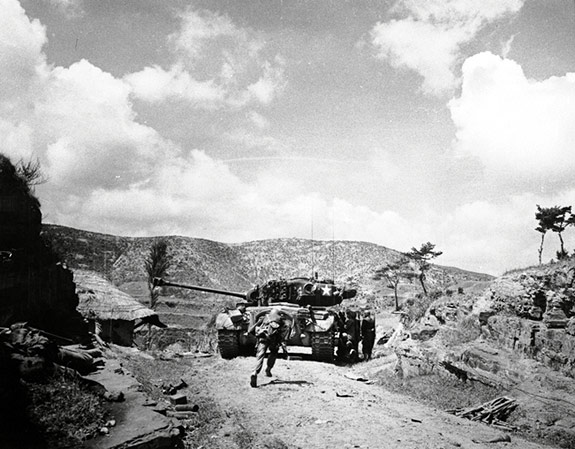
Американская бронетехника наступает к западу от Масана

В это время командование 6-й северокорейской дивизии получило приказ подождать подкрепления перед тем как продолжать наступление. 13-й, 14-й и 15-й полки дивизии растянулись с севера на юг. Первые подкрепления прибыли в Чинджу 12 августа. Около 2 тыс. безоружных южнокорейских призывников были набраны в Сеуле и присоединились к дивизии 15 августа. В Чинджу бойцы 6-й дивизии раздали призывникам гранаты и заявили им, что они должны подбирать оружие у убитых и раненых солдат на поле боя. 21 августа к 6-й дивизии присоединилась другая группа из 2,5 тыс. южнокорейцев, благодаря чему численность дивизии возросла до приблизительно 8,5 тыс. чел. В последнюю неделю августа и в первую неделю сентября к дивизию влились свыше 3 тыс. призывников, набранных в юго-западной Корее. Командование 6-й дивизии использовало эти последние группы рекрутов на трудовых работах, но позднее стало применять их как боевые части. В качестве меры по усилению группировки КНА на юге к Масану прибыла необстрелянная 7-я северокорейская дивизия численностью примерно в 10 тыс. чел., части 7-й дивизии заняли ключевые порты для защиты 6-й дивизии от возможной механизированной высадки вражеского десанта в её тылу.
31 августа 1950 силы 25-й дивизии удерживали фронт длиной почти в 48 км, который начинался от моста Намджи-ри через реку Нактонган и простирался на запад вдоль холмов к югу от реки до места слияния рек Нактонган и Нам. Затем фронт поворачивал на юго-запад по южному берегу реки Нам к месту, где северная часть гор Собук-сан подходит к реке. Затем линия идёт, поворачивает на юг вдоль высот Сибидан-сан, пересекает седло на южной стороне этой возвышенности, через которое проходят железная дорога и шоссе Чинджу-Масан и простирается дальше на юг к Бэтл-Маунтин и Пил-бонг. Оттуда линия через вершины хребта спускается южной прибрежной дороге блих Чиндон-ни. Американский 35-й пехотный полк удерживал северную часть (длиной в 24 км) линии фронта дивизии от мота Намдж-ри до шоссе Чинджу-Масан. Полк отвечал за шоссе. Наиболее слабым и уязвимым местом сектора полка был проход шириной в 4,8 км вдоль реки Нактонган, между ротой F на западе и 1-м взводом этой роты на востоке. Этот взвод охранял балочный мост Намджи-ри на крайнем правом фланге дивизии у границы со 2-й дивизией, которая находилась за рекой Нактонган. К югу от шоссе 24-й американский пехотный полк удерживал высоты к западу от Хамана, включая Бэтл-Маунтин и Пил-бонг. Боевая команда 5-го пехотного полка под командованием полковника Джона Л. Трокмортона удерживала южный отрог горного массива Собук-сан, спускавшийся к прибрежной дороге на Чиндон-ни. Сектор между Чиндон-ни и южным берегом удерживали части морской пехоты Южной Кореи. Командный пункт генерала Кина из 25-й дивизии находился в Масане, командный пункт 35-го пехотного полка располагался на восточной стороне дороги Чивон — Чиндон-ни, 24-го пехотного полка был в Хамане командный пункт полковника Трокмортона находился были Чиндон-ни. По состоянию на 31 августа дивизия испытывала недостаток личного состава и к ней присоединились части вспомогательных сил KATUSA.

## Битва

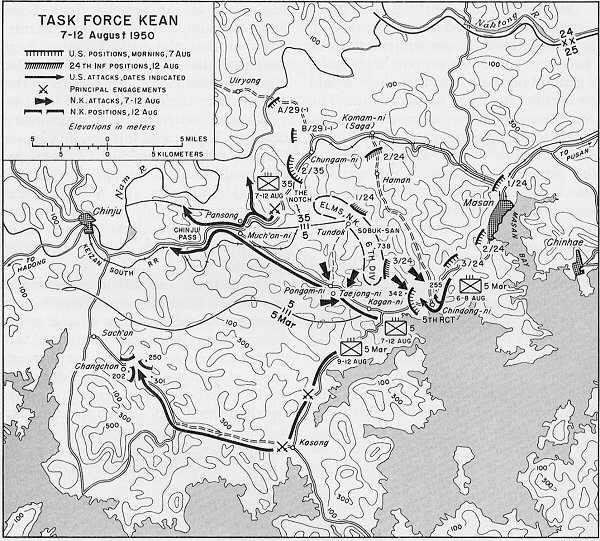
передвижения противников вокруг Пусана в ходе сражения за Пусанский периметр

В южной части сектора, где линию фронта сил ООН удерживала 25-я американская пехотная дивизия командование первого корпуса КНА замыслило мощное наступление, скоординировав его с атакой на вторую американскую пехотную дивизию расположенную на севере. 20 августа 6-я и 7-я пехотные дивизии КНА получили приказ о наступлении. 31 августа в 22.00 пришёл приказ первому корпусу наступать по всей линии фронта. Шестая дивизия КНА расположенная на юге правого фланга получила приказ наступать через Хаман, Масан и Чинхэгу, после чего к 3 сентября захватить Кумхэгу на западной стороне дельты реки Нактонган в 24 км от Пусана. Зона наступления дивизии шла на юг от шоссе от Чинджу к Комам-ни и Масану. Седьмая дивизия КНА, находившаяся к северу от шестой дивизии должна была атаковать к северу от шоссе на Масан, повернуть к реке Нактонган и ожидать когда к ней присоединится шестая дивизия на правом фланге и девятая дивизия на левом фланге. Части седьмой дивизией сконцентрировались в области Ыйрёна к западу от реки Нам. Согласно плану наступления шестая дивизия КНА выступала против 24-го американского пехотного полка, а седьмая дивизия КНА выступала против 35-го американского пехотного полка. Согласно плану шестая дивизия КНА сражалась с 24-м американским пехотным полком у Бэтл-Маунтин за несколько недель до этого, битва не принесла сторонам каких-либо приобретений. Кин ожидал вражеского наступления и сомневался в способности 24-го пехотного полка его отразить. Он начал составлять доклад о действиях полка, чтобы определить, как можно увеличить его возможности.

### Наступление северокорейцев
Слева от центра позиции 25-й дивизии второй батальон 24-го пехотного полка под командованием подполковника Пола Ф. Робертса занимал гребень второго хребта к западу от Хамана в 1,6 км от города. От Чунгам-ни вглубь занимаемой северокорейцами территории уходила второстепенная дорога, ведущая к Хаману. Она шла вдоль низких холмов, пересекала рисовое поле проходя в 1,6 км от главной дороги Чинджу-Масан. Дорога проходила через позиции второго батальона Робертса в 1,6 км к западу от Хамана. После полудня 31 августа наблюдатели роты G 24-го пехотного полка заметили активность противника в 1, 6 км от их позиций. Наблюдатели запросили авиаудар. Две воздушные бомбардировки в сумерках накрыли район. Американская артиллерия нанесла концентрированный удар по району, но воздействие обстрела осталось неизвестным. Все американские части вдоль линии фронта были предупреждены о возможном северокорейском наступлении.
Этой ночью северокорейцы предприняли скоординированное наступление против всей линии сил ООН. Наступавшая первой шестая дивизия КНА сбросила роту F с северной стороны перевала дороги Чунгам-ни — Хаман. Южнокорейские войска на перевале оставили свои позиции и отступили к позициям роты G к югу от прохода. Северокорейцы из захваченного 75-мм безоткатного орудия открыли огонь по американским танкам и подбили два танка. Затем они захватили позиции 82-мм миномётов на восточном конце перевала. На рассвете к югу от перевал первый лейтенант Хьюстон М. Макмюррей нашёл, что из 69 бойцов его взвода с ним осталось только 15 человек из американских и южнокорейских войск. На рассвете северокорейцы атаковали их позицию. Им удалось пробраться через дыру в проволочным ограждении. Бросая гранаты и ведя огонь северокорейцы быстро захватили позиции. Офицеры и унтер-офицеры пытались направить убегавших солдат к линии фронта, но те не слушались их приказов. Один из ротных южнокорейских командиров был убит своими же солдатами при попытке удержать их от бегства.
Дальше к югу на линии фронта северокорейский танк Т-34 в полночь обстрелял позиции роты Е. Ротный командир первый лейтенант Чарльз Эллис попытался сплотить своих людей но те попав под убойный обстрел отступили без приказа. Ночью вся рота Е бежала с высоты кроме Эллиса и 11 человек. Несколько бойцов роты Е побежало через минное поле, которое сами же поставили и погибли. После рассвета 1 сентября северокорейцы прижали огнём Эллиса и его людей. Четверо бойцов попытались бежать, но попали под огонь северокорейского пулемёта и были убиты. Эллис и оставшиеся бойцы два дня укрывались в ямах на холме и отразили несколько атак противника. Затем Эллис отвёл людей южнее, поднявшись по горе к позиции третьего батальона. В ходе отступления Эллис заметил раненого оказавшегося на минном поле и вступил на поле, чтобы спасти его.

### Коллапс 24-го пехотного полка
Вскоре после начала атаки северокорейцев большая часть второго батальона 24-го пехотного полка оставила свои позиции. Батальон, насчитывавший к тому времени всего лишь одну роту был смят мощным наступлением неприятеля по всему фронту. За исключением нескольких десятков человек в каждой роте, все части быстро рассыпались, большая часть войск бежала по направлению к Хаману, не слушая приказов своих офицеров. Северокорейцы быстро прорвались через рассыпавшиеся американские линии и захватили командный пункт второго батальона, истребив при этом нескольких человек и уничтожив большую часть батальонного оснащения. После отхода второго батальона Хаман оказался открытым перед прямым наступлением северокорейцев. То время как северокорейцы приступили к окружению Хамана командир второго батальона подполковник Пол Ф. Робертс отправил офицера с приказом собрать уцелевших и сформировать блокпост на южной окраине города. Хотя офицер приказал большой группе сопровождать его за им последовали только восемь человек. Второй батальон уже не представлял из себя эффективную боевую силу. Отдельные группки солдат остались на месте и яростно сражались, но большинство бежало и северокорейцы обходили разрозненные узлы сопротивления. После отступления второго батальона силы Северной Кореи окружили Хаман.

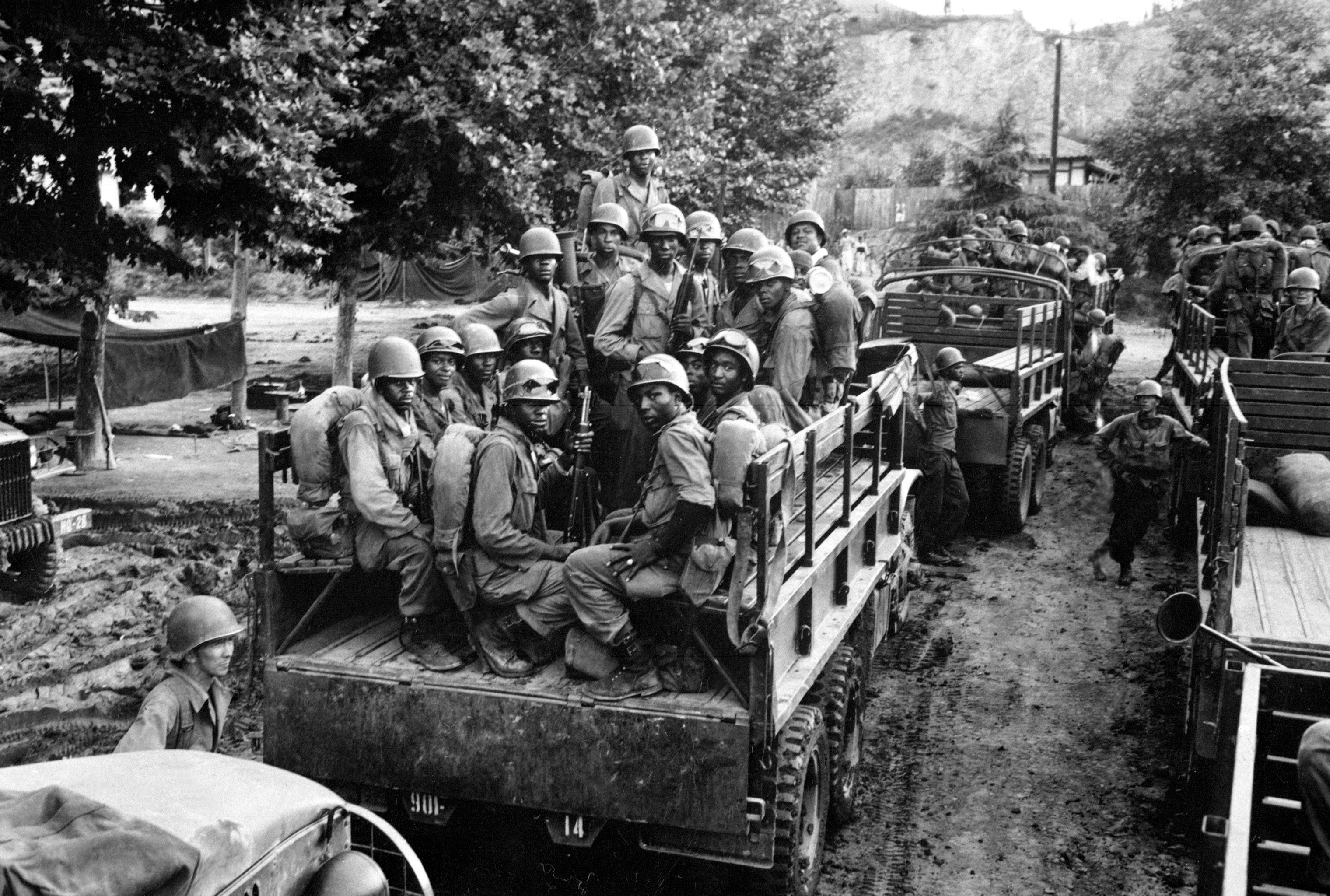
Troops of the 24th Infantry move to the Masan battleground

Командир полка полковник Артур С. Чампни перенёс командный пункт из Хамана на 3, 2 км на северо-восток в узкое ущелье, где сапёрами для улучшения снабжения была проложена дорога (т. н. Сапёрная дорога). В это время в 1,6 км от Хамана северокорейцы атаковали батарею С 159-го батальона полевой артиллерии. Два танка, приданные батареи помогали её защищать, пока артиллеристам не удалось собрать гаубицы и отступить из Хамана. Затем они повернули на восток по Сапёрной дороге. 27-й и 35-й пехотный полк были подняты по тревоге и начали передвигать свои силы, чтобы компенсировать дыру, образовавшуюся после разгрома второго батальона 24-го полка. В то время офицеры обвиняли негритянские части за то, что они годились только для вспомогательной службы, но позднее офицеры признали, что основными факторами быстрого крушения второго батальона 24-го полка стали плохая организация оборонительных позиций, чрезмерное растяжение уже ослабленного батальона и надежда, что ненадёжные южнокорейские войска смогут заткнуть прорехи в линии фронта.
В то же время наступающим северокорейцам не удалось поколебать южную часть линии фронта, которую удерживал третий батальон 24-го пехотного полка подполковника Джона Т. Корли и пятый пехотный полк Трокмортона. Эта часть линии находилась под артиллерийским и миномётным обстрелом, испытав несколько лёгких атак диверсантов. 1 сентября примерно в 02.00 наблюдатели с аванпоста на правом фланге батальона Корли заметили примерно 600 северокорейских солдат проехали мимо них на расстоянии всего в 91 м по направлению к Хаману. Третий батальон наблюдал с высоты за охваченным огнём Хаманом а на рассвете видели как в город вошёл отряд из примерно 800 северокорейцев.
В то время как наступающие северокорейцы прорвали линии второго батальона, Чампни приказал первому батальону, находящемуся в 4, 8 км к югу от Хамана на дороге Чиндон-ни пойти в контратаку и восстановить линию. Робертс собрал 40 человек, всех кого он смог найти из дезорганизованного второго батальона и присоединил их к своему отряду. Контратака началась в 07.30. Вступив в боеконтакт с врагом первый батальон рассыпался и бежал в тыл. Таким образом, вскоре после рассвета рассеянные и дезорганизованные остатки первого и второго батальонов 24-го пехотного полка отступили на высоту в 3,2 км к востоку от Хамана. Лучшие части шестой северокорейской дивизии прошли через дыру в фронте возле Хамана и сейчас удерживали город.

### Прорыв северокорейцев
Кин видел в северокорейском прорыве у Хамана серьёзную угрозу для линии фронта дивизии. На рассвете 1 сентября он обратился за разрешением к Уокеру дать в его распоряжение весь 27-й пехотный полк, только что прибывший в Масан (накануне вечером), всё ещё пребывавший в резерве восьмой армии. Уокер отказал в просьбе но выделил из полка один батальон и отдал его под команду Кину/
Кин немедленно отправил [доставшийся ему] первый батальон 27-го полка под командованием подполковника Гилберта Дж. Чека в место сбора близ Масана по направлению к Хаману, чтобы присоединить его к 24-му полку по прибытии на полковой командный пункт. Батальон Чека был усилен первым взводом роты тяжёлых миномётов 27-го полка, взводом роты В 89-го танкового батальона и батареей А восьмого батальона полевой артиллерии. Чек со своим батальоном в 10.00 прибыл на командный пункт 24-го пехотного полка полковника Чампни в 3,2 км к востоку от Хамана/
Обстановка представляла из себя хаос. Большие колонны машин, загруженных солдатами, двигались по дороге в тыл. Многие солдаты шли пешком. Чампни постоянно пытался остановить людей и повернуть их обратно, но ему не сопутствовал успех. Время от времени вблизи разрывались северокорейские мины, но не причиняли ущерба но тем не менее вызвали панику в перемешанной массе американских и южнокорейских солдат, ускоряя их отступление в тыл. Дорога была настолько запружена отступавшими, что Чек решил отсрочить контратаку. В течение шести часов ожидания на командном пункте Чек видел, что невозможно организовать боевой отряд из отступавших первого и второго батальона 24-го пехотного полка. Военная полиция безуспешно пыталась собрать войска, но они отказывались, даже находясь под дулом оружия. К 16.00 второй батальон 24-го пехотного полка собравшийся в тылу 27-го полка насчитывал всего 150—200 человек.
Тем временем северокорейцы испытывали серьёзные проблемы со снабжением, им не удавалось эффективно снабжать свои силы боеприпасами, пищей и медицинской помощью. В то же время становилось всё труднее держать в подчинении части дивизий, включавших в себя тысячи насильственно призванных южнокорейцев . Дивизия с трудом усиливала позиции у Хамана.

### Контратака сил ООН

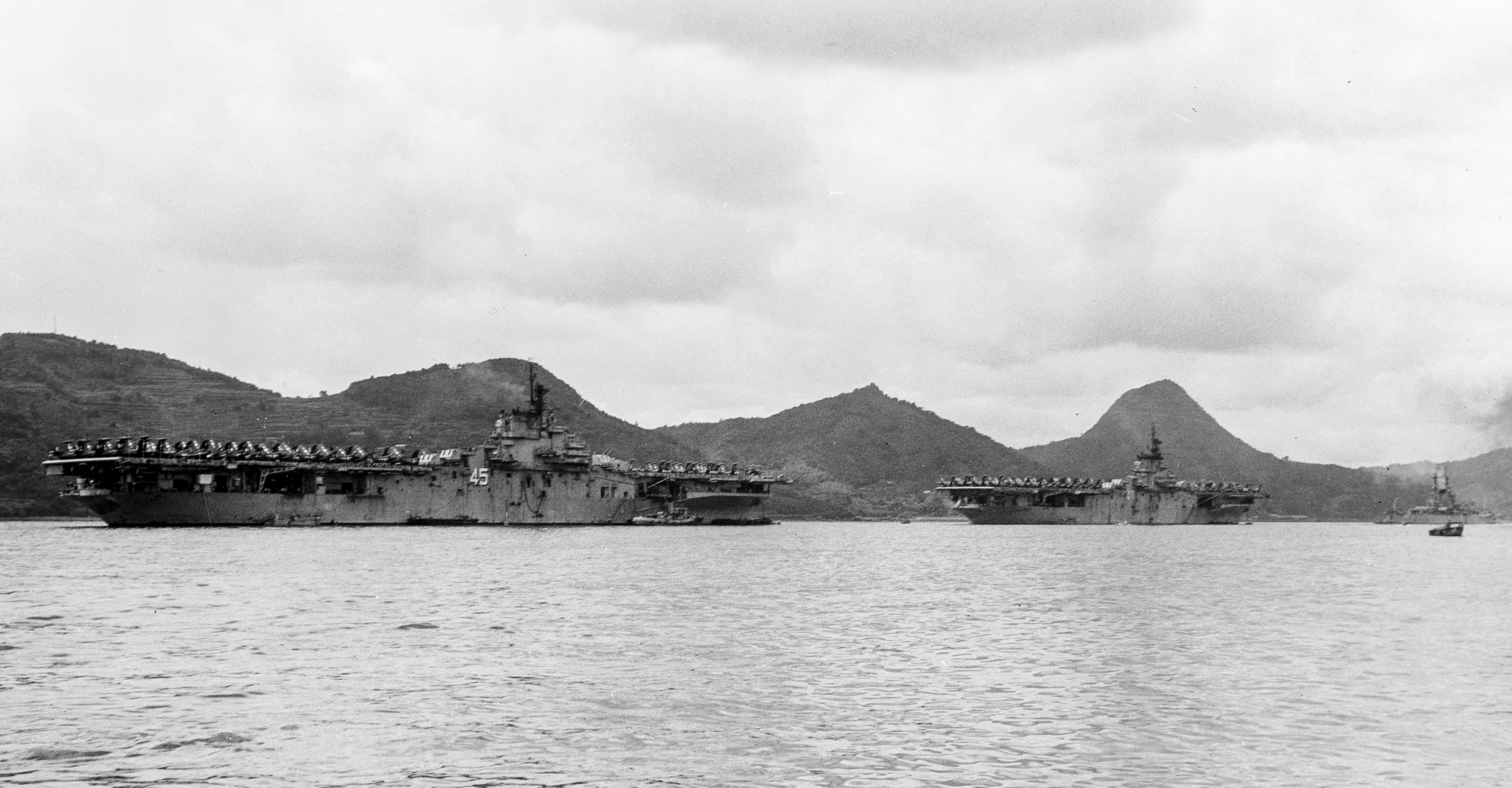
USS Valley Forge (CV-45), USS Philippine Sea (CV-47) и USS Rochester (CA-124) (Сасебо, 1950).

1 сентября в 14.45 Кин отдал приказ немедленно провести контратаку с целью вернуть утраченные позиции 24-го пехотного полка. Полчаса самолёты ВВС США: F-51 «Мустанги» и F-80 «Шутинг стар» обрабатывали северокорейские позиции вокруг Хамана бомбами, напалмом, ракетами и пулемётным огнём. Также они атаковали удерживаемые северокорейцами хребты вокруг города. Затем последовала пятнадцатиминутная сконцентрированная артиллерийская подготовка. Пожары распространились на Хаман. В 16.30 пехота Чека при поддержке танкового взвода роты А 79-го танкового батальона пошла в атаку с запада. Восемь танков с пехотой на борту ворвались в город и легко его заняли, поскольку основная часть северокорейских войск его оставила. Северкорейские силы удерживали хребет на западной стороне города, их пулемёты стерегли каждый подход. Северокорейцы подбили один танк и нанесли тяжёлые потери наступающей пехоте. Однако батальон Чека продолжил нажим и к 18.25 захватил первый длинный хребет, протянувшийся на 500 ярдов к западу от Хамана. К 20.00 батальон занял половину старых позиций на более высоком хребте в 1,6 км к западу от Хамана. Находясь в 180 м от гребня хребта, пехоты стала окапываться на ночь. Хаман был захвачен, противник был отброшен к старым позициям 24-го пехотного полка.
Весь день 2 сентября авиация наносила удары по северокорейцам, не давая им утвердиться на захваченных позициях и собраться для дальнейшего скоординированного наступления. Некоторые самолёты взлетали с авианосцев USS Valley Forge и USS Philippine Sea, находившихся в 320 км отсюда в Жёлтом море и двигавшихся по направлению к Масану. В 10.45 командование восьмой армии предупредило Кина, что 27-й пехотный полк, возможно, будет выдвинут в сектор второй американской пехотной дивизии. К западу от Хамана северокорейские и американские войска в течение ночи наблюдали друг за другом но не вступали в бой. Северокорейцы освещали факелами свои позиции. Северокорейские миномёты, стрелявшие с тыловых позиций, заставили Чампни перенести свой командный пункт дальше в тыл.
Утром под прикрытием сильного тумана северокорейцы обрушились с контратакой на батальон Чека. Всё утро шёл тяжёлый бой. Самолёты наносили авиаудары, напалм сжигал многих северокорейцев, с помощью авиации пехота удерживала гребень. В 12.00 первый батальон 27-го пехотного полка занял бывшие позиции второго батальона 24-го пехотного полка, заняв те самые стрелковые ячейки, оставленные за две ночи до этого. В течение 2 сентября ВВС совершили 135 вылетов в сектор 25-й пехотной дивизии. Согласно докладам, они уничтожили множество северокорейских частей, несколько танков и артиллерийских орудий и три деревни, в которых находились склады боеприпасов.
Ранним утром 3 сентября северокорейцы яростно атаковали людей Чека пытаясь вернуть хребет. Их встретил огонь артиллерии, миномётов и танков, авиаудары, направляемые с батальонного командного пункта. Часть батальона была вынуждена развернуться и вступить в бой в тылу. После отражения атаки вокруг позиций батальона были обнаружены сотни тел северокорейцев. Пленный показал, что 2 и 3 сентября четыре северокорейских батальона, штурмующих позицию Чека потеряли тысячу человек.
Батальон Чека удерживал хребет до 4 сентября, пока первый батальон и рота F второго батальона 24-го пехотного полка не перестроились в тылу и не высвободили его. Первый батальон 27-го пехотного полка выдвинулся на вторую защитную позицию в 1,5 милях к востоку от Хамана Чампни перенёс свой командный пункт ближе к Хаману, разместив его у подошвы холма в 300 м от западной окраины Хамана.

### Просачивание

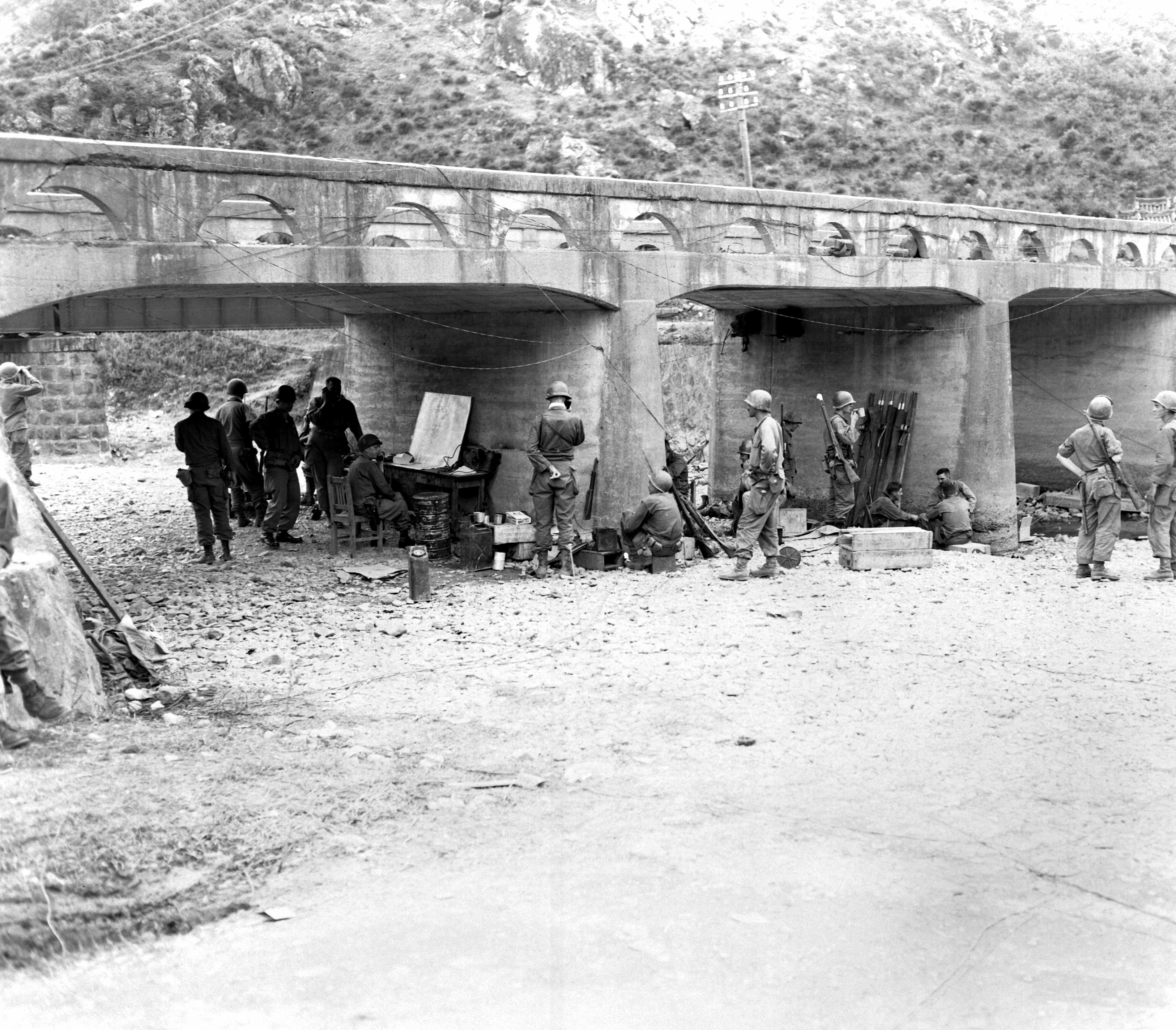
Командный пункт 27-го пехотного полка под мостом у Хамана

5 сентября перед рассветом две роты северокорейцев снова выдвинулись к Хаману. Часть этого отряда подошла к горе у западного гребня Хамана, где была размещена рота Н, для охраны командного пункта 24-го пехотного полка. Большая часть роты Н без выстрела покинула свои позиции, оставив два новых пулемёта. Северокорейцы захватили пулемёты и открыли огонь по командному пункту полка. Небольшой отряд северокорейцев просочился в Хаман, оказавшись в 91 м от командного пункта, но личному составу разведывательно-информационного взвода удалось отбросить их, бросая гранаты.
Около 20 северокорейцам удалось, избежав обнаружения, приблизиться к командному пункту первого батальона 24-го пехотного полка к западу от Хамана. Они открыли огонь и стали бросать гранаты. В то время на позиции находились 45 солдат из батальонной командной группы и 20 южнокорейских рекрутов. На рассвете северокорейцы были отброшены. Строевой офицер батальона Джин Дж. Карсон насчитал на позиции только 30 человек, из них семь были ранены. Наблюдая с высоты Карсон увидел, как примерно 40 человек поднимаются из рисовых полей и переходят к танку на позиции у блокпоста. Они доложили что принадлежат к полку, который сбросили с высоты. Три танка близ командного пункта помогали в зачистке города от северокорейцев.
К этому времени группа из 35-40 афроамериканцев под командованием белого офицера оставили свои позиции на блокпосту к югу от Хамана и бежали в тыл, где добрались до командного пункта первого батальона 27-го пехотного полка командира Чека в 2,4 км оттуда. Там в 05.00 офицер сообщил, что видел, как примерно две тысячи северокорейцев захватили его позицию и другие близ Хамана, включая командный пункт 24-го пехотного полка. Чек передал эту информацию Кину и послал танковый взвод вместе с пехотным взводом к Хаману, чтобы установить что произошло. Тем временем офицеры Чека остановили около 220 человек, направлявшихся в тыл. Чек приказал этим людям идти за его танком и пехотным патрулём обратно в Хаман. Некоторые из них подчинились только под угрозой расстрела. Эта колонна, возглавляемая танком без сопротивления вошла в Хаман где они нашли командный пункт 24-го пехотного полка в целости. Царила полная тишина. На следующий день 6 сентября Чампни в ходе инспекции передовых позиций к западу от Хамана был тяжело ранен выстрелом снайпера и был немедленно эвакуирован. Командование полком принял командир третьего батальона Корли.
Корли провёл некоторые радикальные перестановки в командовании полка, надеясь улучшить его боевые качества. Ему удалось восстановить порядок, угрожая военным трибуналом, но это негативно сказалось на боевом духе полка. Корли стал выпускать полковую газету (в итоге получившую название Eagle Forward «Вперёд орёл») и стал щедрее делиться информацией с солдатами и командирами, что подняло боевой дух. Желая создать чувство гордости в подразделении, он стремился подчеркнуть жесткость сражений, в которых участвовал полк и превознёс победу полка в битве при Йехоне, преуменьшая другие плохие выступления полка.
После того как просочившиеся северокорейцы были 7 сентября отброшены, северокорейское наступление на Хаман было остановлено. Северокорейцы, изнурённые проблемами со снабжением и нехватки личного состава сосредоточили усилия против позиций 24-го пехотного полка у Бэтл-Маунтин и позиций 35-го пехотного полка у реки Намган. Части 24-го полка у Хамана испытали только пробную атаку 18 сентября.

### Отступление северокорейцев
Контратака сил ООН в Инчхоне обрушила северокорейские линии и вынудила их к отступлению по всем фронтам. Тем не менее, 16 сентября 25-я пехотная дивизия всё ещё сражалась с северокорейцами оказавшимися в её тылу, северокорейцы всё ещё удерживали сильные позиции на высотах Бэтл-Маунтин, Пил-бонг и Собук-сан. Кин считал, что дивизия сможет двинуться в наступление только после того как центр фронта дивизии, проходивший по горам будет зачищен. Он считал, что ключ к наступлению 25-й дивизии находится в центре, где северокорейцы удерживали высоты и ежедневно атаковали 24-й пехотный полк. 27-й пехотный полк слева и 35-й пехотный полк справа находились по сторонам дорог связующих Чинджу и Масан. Полки удерживали свои позиции и не могли наступать, пока ситуация на фронте 24-го полка не улучшится.
19 сентября силы ООН обнаружили, что северокорейцы ночью оставили Бэтл-Маунтин. Первый батальон 24-го пехотного полка двинулся вперёд и занял высоту. Справа 35-й пехотный полк начал выдвигаться вперёд. Сначала полк встретил только слабое сопротивление, пока не добрался до высот перед Чунгам-ни, где северокорейцы, спрятавшиеся в «паучьих норах», обстреляли первый батальон с тыла. На следующий день первый батальон захватил Чунгам-ни, второй батальон занял длинный хребет, простирающийся к северо-западу [от Чунгам-ни] до реки Намган. В то же время северокорейцы стойко держались на левом фланге дивизии, где 27-й пехотный полк в тяжёлых боях пытался продвинуться вперёд.
В ночь с 18 на 19 сентября северокорейцы покинули область Масана. Седьмая дивизия КНА отступила из области южнее реки Намган, в то время как растянутые части шестой дивизии прикрывали целый фронт. Под прикрытием шестой дивизии седьмая дивизия утром 19 сентября переправилась на северный берег реки Намган. Затем шестая дивизия отступила с позиций у Собук-сан. Американские части быстро шли за противником, преследовали северокорейцев, проходя через позиции на Бэтл-Маунтин, утратившие свою стратегическую значимость.

## Послесловие
В ходе боёв за Пусанский периметр 24-й пехотный полк потерял 267 человек убитыми, 796 ранеными, один попал в плен и двое пропали без вести. Из них 150 были убиты и 450 ранены у Бэтл-Маунтин. Поддерживавшие 24-й пехотный полк 8-й батальон полевой артиллерии потерял 18 убитыми и 26 ранеными, а 79-й танковый батальон — двоих убитыми и 20 ранеными.
Северокорейские войска в боях за Масан понесли тяжёлые потери, большинство в ходе наступления. К середине сентября состав седьмой дивизии КНА сократился до 4 тыс. чел., 6 тыс. было потеряно в боях за периметр. Только 2 тыс. чел из шестой дивизии вернулись в Корею, дивизия потеряла 80 % своего состава. 3 тыс. чел. попали в плен при возвращении в Северную Корею. К концу боёв за область Масана наступательная группировка, насчитывавшая 20 тыс. чел. сократилась до 6 тыс. Практически невозможно сосчитать, сколько было потеряно в каждом отдельном бою.
Дезертирство стало проблемой для 24-го полка. В августе состав 25-го полка задержал 116 дезертиров из 24-го (для сравнения — 15 из 27-го полка и 12 из 35-го полка). В конце августа Кин расследовал поведение полка, в том числе его плохое выступление в битве за Санджу за несколько недель до этого и посчитал, что такое поведение негативно влияет на другие части дивизии. После боёв за Бэтл-Маунтин и ХаманКин предложилУокеру распустить полк и использовать его части для усиления других на поле боя. Фактически все офицеры и солдаты полка поддержали предложение Кина, но Уокер отказался, чувствуя, что не может потерять полк. Он считал, что даже если усилить его части они не смогут настолько растянуться, чтобы прикрыть всю линию.

## Комментарии
1. ↑  Известны только общие северокорейские потери в битве за Масан, частью этого сражения является битва за Хаман. Оценить потери северокорейцев в битве за Хаман практически невозможно